# MX (Zeitung)
mX ist eine kostenlose Abendzeitung in den australischen Metropolen Melbourne, Sydney und Brisbane. Gedacht ist sie für die Pendler im öffentlichen Nahverkehr und somit meist an Bus- oder Straßenbahn-Haltestellen zu finden. Auch im Stadtzentrum gibt es Abnahmestellen.

## Geschichte

### Melbourne
Am 6. Februar 2001 wurde die erste mX in Melbourne produziert in der Hoffnung, an den Erfolg der in Metro International in Europa anknüpfen zu können. Die Zeitung ist eher auf Entertainment denn auf seriöse Nachrichten ausgelegt und enthält somit eher Sensationsberichte und "leichte" Nachrichten wie Sportnews.
Melbourne Express von der rivalisierenden Mediengruppe Fairfax Media war anfangs der Widersacher von mX und wurde einen Tag vorher, also am 5. Februar 2001, gegründet. Anfangs besaßen beide Zeitungen das gleiche Format, auch wenn sie morgens seltener als abends verkauft wurde. Dank der besseren Farbgestaltung und des lockereren Tones konnte sich mX schließlich behaupten, so dass Melbourne Express am 7. September desselben Jahres den Vertrieb einstellte.
Der große Erfolg von mX ging zu Lasten von Herald Sun, einer weiteren Abendzeitung, so dass diese aus dem Abendprogramm genommen wurde. Nur noch bei speziellen Anlässen wird die mX abends herausgegeben.

### Sydney und Brisbane
Nach dem großen Erfolg der mX in Melbourne folgten bald darauf Nachfolger in Sydney und Brisbane. Am 4. Juli 2005 führte man die mX in Sydney ein. Mittlerweile hat die Stadtverwaltung von Sydney angekündigt, die Fußgängerzonen für $362,000 jährlich an News Corporation zu vermieten. Dies führte zu Protesten unter anderen Zeitungsverkäufern und Verlagen wie Green Left Weekly, die befürchten, ebenfalls Geld zahlen zu müssen.

### Brisbane
Am 5. März 2007 wurde erstmals eine Edition der mX in Brisbane herausgegeben mit 40,000 Kopien täglich.

## Format und Inhalt
Da sie für den Nahverkehr gedacht ist, ist die mX deutlich dünner als andere Tageszeitungen. Durch das kleinere Format ist es einfacher, die Zeitung im Nahverkehr zu lesen. Die News bestehen meist nur aus Überschriften und kurzen Zusätzen. Politik kommt sehr kurz, es dominieren Stars, Sternchen, Trendiges, Kurioses und ein wenig Sport.

### Themen
- News – mit Wettervorhersage für den nächsten Tag
- Sport – hinter den News
- Brainwave – u. a. Sudoku
- Talk
- Flicks – die Abendfilme
- The box – Abendprogramm im TV
- Program – ebenfalls Abendprogramm im TV (18.00–24.00)
- Citybeat – Musik
- Goss & glam – Entertainment für Frauen
- Quickie – Kurzes Interview mit VIP's
- careerone – Jobbörse, gesponsert von careerone